# Steins (despoblado)
Steins es un despoblado localizado en el condado de Hidalgo en Nuevo México, Estados Unidos. 

## Historia
La localidad tuvo su inicio como una estación de diligencias en 1857. Después de ser conocida como Doubtful Canyon, en 1873 adquirió el nombre de Paso Stein,  debido a una batalla que sostuvo el capitán Enoch Stein contra nativos apaches. Yacimientos de oro, plata, plomo y cobre ocasionaron que la zona prosperara con la llegada de más personas. Hacia 1878 la construcción de la línea del ferrocarril de la Southern Pacific Railroad necesitó de rocas para construir un lecho, y por ello arribaron trabajadores originarios de China al lugar.  La labor tomó dos años.
En la década siguiente la localidad tuvo cierto auge con numerosas covachas, hotel y tienda. A inicios del nuevo siglo la estación del ferrocarril cambió su puesto, y alrededor creció un nuevo pueblo que albergó unos 1300 residentes. Sin embargo, Steins comenzó a decrecer debido a que las minas pararon actividades en 1925, y al final de la Segunda Guerra Mundial la Southern Pacific Railroad dejó de transitar en la zona. Después de su abandono, algunas estructuras sufrieron un incendio. Una pareja adquirió esta «ciudad fantasma» en 1988, y han constituido su única población